# 1190
Năm 1190 là một năm trong lịch Julius.

## Sinh
- Vincent của Beauvais, thầy tu Dominican và nhà biên tập từ điển (mất 1264)
- Peter I, Công tước xứ Bretagne (mất 1251)
- William III của Sicilia (mất 1198)
- William của Sherwood, nhà logic học Anh (mất 1249)